# ヴィルヘルム・ハウフ

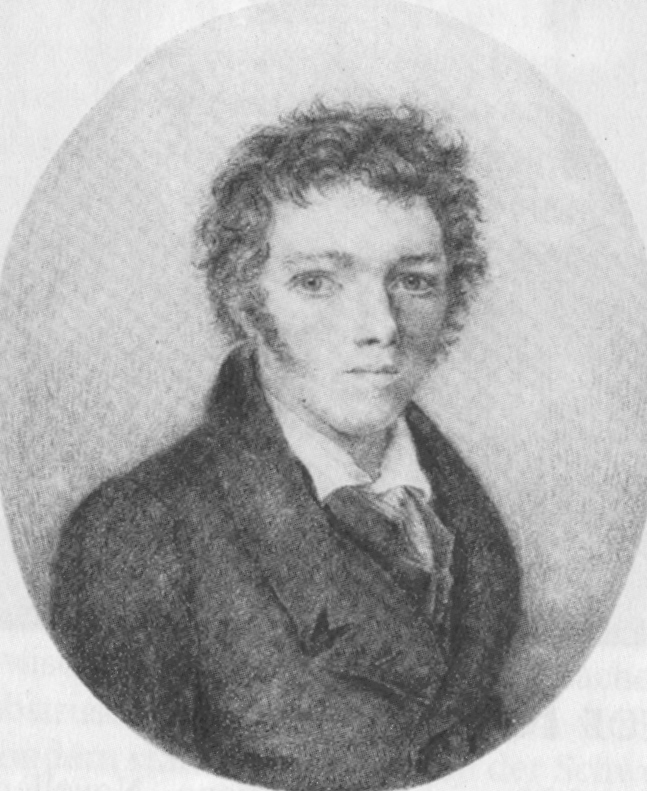
ハウフ（1826年のパステル画）

ヴィルヘルム・ハウフ（Wilhelm Hauff, 1802年11月29日 - 1827年11月18日）はドイツの小説家である。シュヴァーベン派の代表的文筆家の1人。古い資料では「ウィルヘルム・ハウフ」の表記もある。

## 生涯

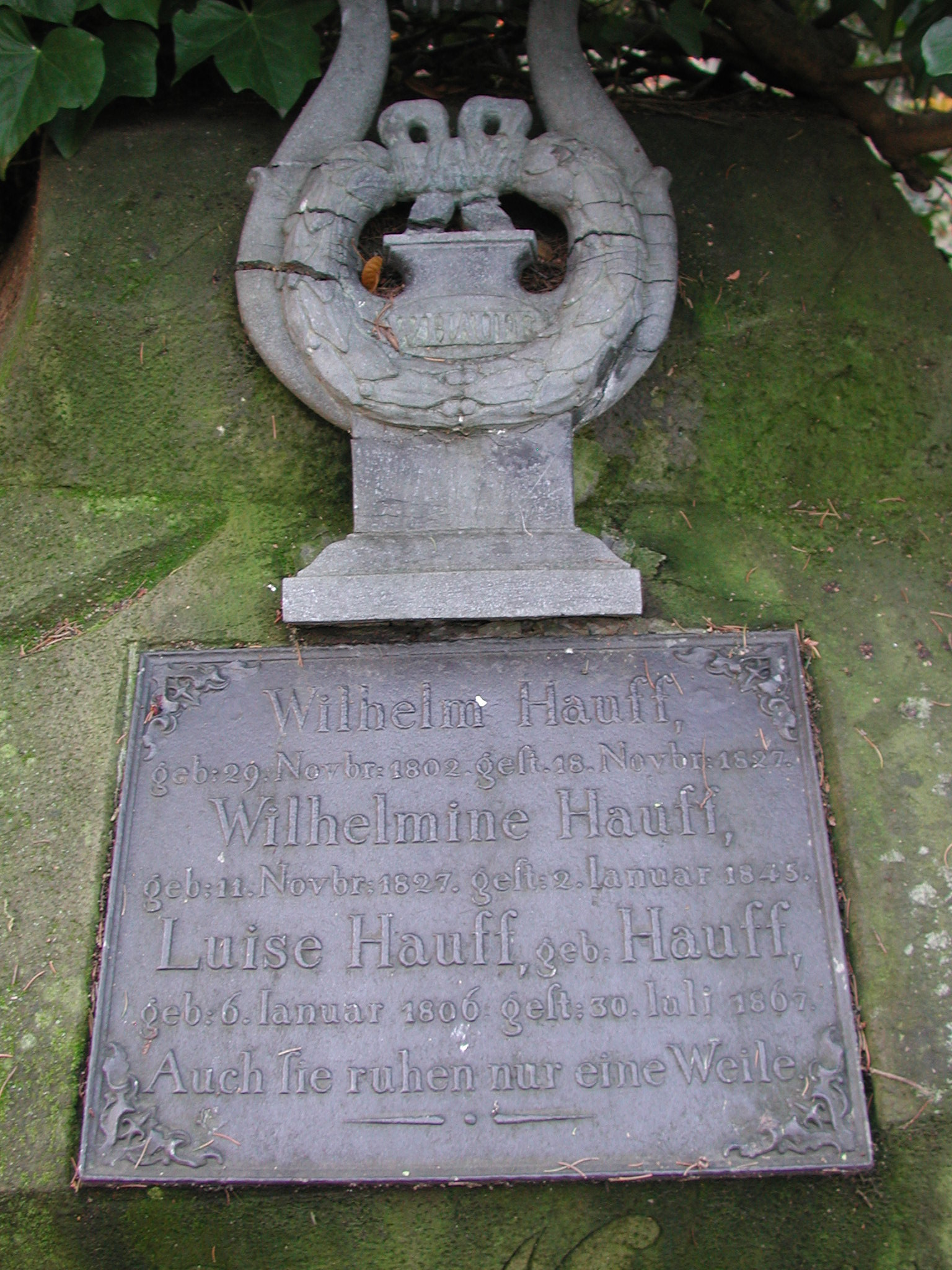
ハウフの墓

父、アウグスト・フリードリヒ・ハウフはシュトゥットガルトでヴュルテンベルク王国の内閣書記官を務めた人物である。彼は、ヴィルヘルムが7歳の時（1809年）に死亡した。ヴィルヘルムは3人のきょうだい（兄1人、妹2人）とテュービンゲンに移り母親とその父カール・フリーデリヒ・エルゼッサー（Karl Friederich Elsässer）に育てられた。
ヴィルヘルム・ハウフは、テュービンゲンのギムナジウムで教育を受けた後、1817年にブラウボイレンの神学校へ送り込まれた。1820年から24年の期間は奨学金を得てテュービンゲン大学に通い、プロテスタントの神学を学ぶ。哲学で博士号を取得。学生時代はテュービンゲンのブルシェンシャフト・ゲルマニアに所属した。
1824年から26年にかけて、ハウフはシュトゥットガルトでヒューゲル男爵家の家庭教師として働いた。その傍ら、1825年に風刺小説"Der Mann im Mond"（月の男）でデビュー。これは当時の作家ハインリッヒ・クラウレン（Heinrich Clauren）の作風や文体を真似たパロディーものであった。家庭教師をやめた後はフランスやドイツ北部を旅行して回った。1827年1月、コッタ社の「朝刊新聞」の編集者となる。同年、結婚して11月10日には娘が誕生した。その一週間後、1827年11月18日、ハウフは腸チフスで死亡した。チロルを舞台にした作品の構想中の夭折であった。彼の墓はシュトゥットガルトのホッペンラウ墓地にある。ドイツの政治家フォルカー・ハウフ（Volker Hauff）は彼の子孫である。
ハウフの童話は、幾度も映画化され、不朽のものとなっている。彼を記念して、児童文学を振興するための「ヴィルヘルム・ハウフ賞」が設けられている。
ハウフの中長編"Jud Süß"（ユダヤ人ズュース）は、ヴュルテンベルクに実在した宮廷ユダヤ人ヨーゼフ・ズュース・オッペンハイマー（1698-1738）をモデルにしている。この作品は同名の反ユダヤ的プロパガンダ映画『ユダヤ人ジュース』の基となった。
「その童話作品は、グリム兄弟、アンデルセン等の童話とならんで、世界中の人びとに親しまれている。わが国においても、すでに明治中期頃から紹介されはじめ、大正の末にはほぼ完全な童話集が刊行されている」。

## 作品と作風

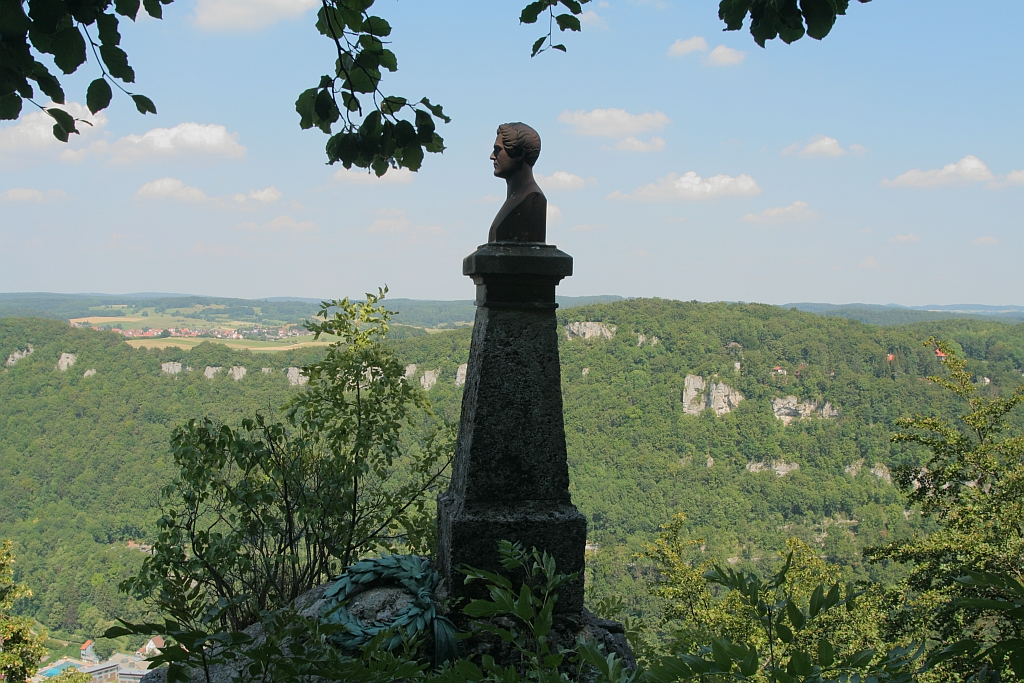
ヴュルテンベルクのリヒテンシュタイン城にあるハウフの記念碑

ハウフの短い作家時代は1825年に"Memoiren des Satan"（サタンの回想）、"Othello"（オセロ）など数作の中編小説の発表とともに始まった。
"Lichtenstein (1826)"（リヒテンシュタイン）はロマン主義の歴史小説で、今日では（児童文学を除けば）ハウフの最も良く知られた作品である。オペラ、戯曲、影絵芝居にもなっている。

### 童話

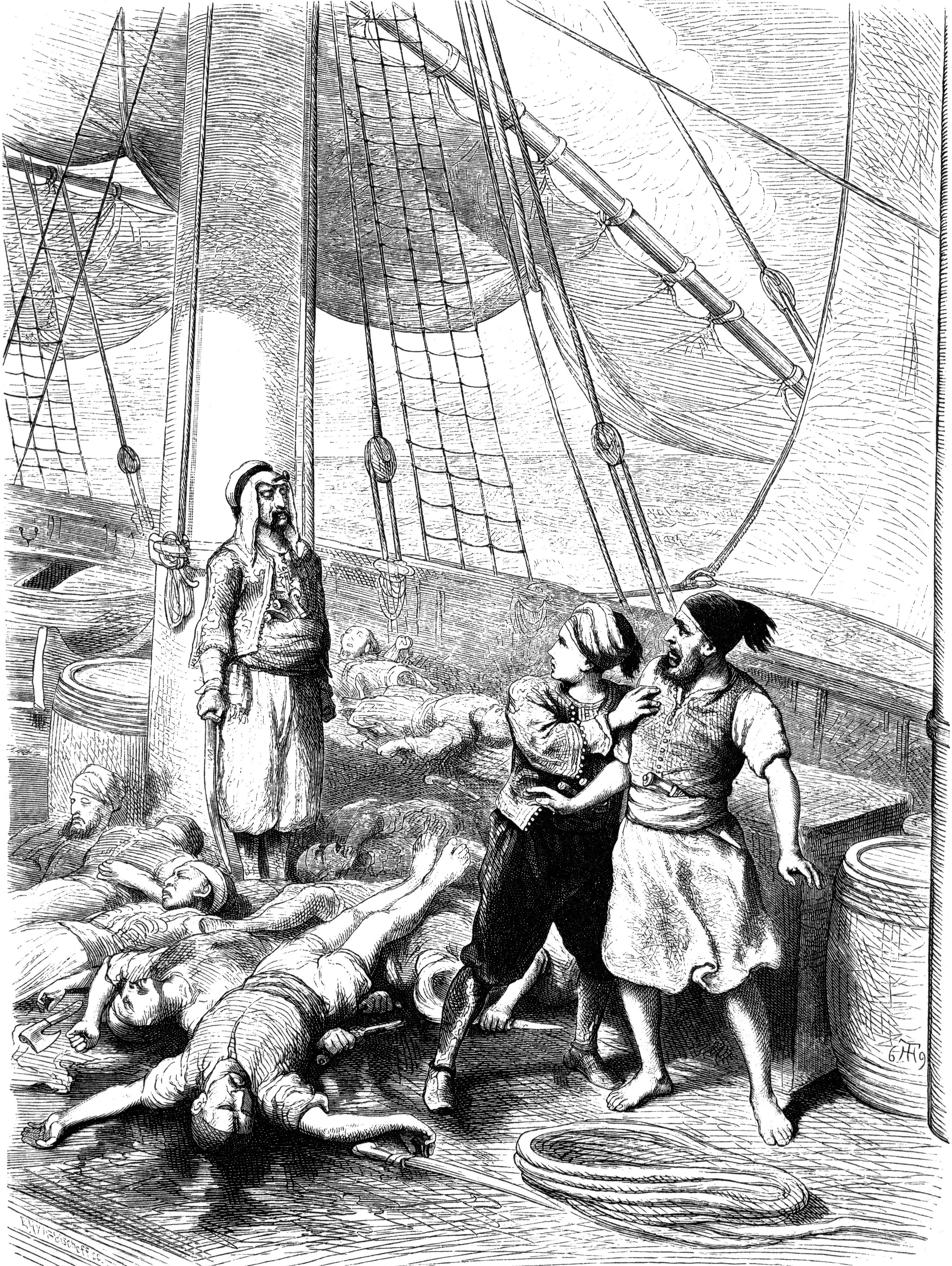
『隊商』中の一編「幽霊船の話」の一カット

ハウフの童話は後期ロマン派文学に分類され、1819年のカールスバート決議による検閲の只中に書かれた。最初の童話集『隊商』は枠物語の形式を用いた作品で、イスラム圏の日常を感情豊かに描き出した点に特徴がある。「コウノトリになったカリフの話」や「小さなムクの話」などの収録作は有名である。次作『アレッサンドリア物語』は純粋な「東洋もの」ではなく、「鼻の小人」などの3編はヨーロッパの民話であるグリム童話に拠っている。第3作『シュペッサルトの森の宿屋』は創作童話と言うよりドイツ民話の色彩が強い。収録作の中では、シュヴァルツヴァルトを舞台にした民話「冷たい心臓」が代表的である。

## 著作リスト

### 童話
- Die Karawane (1825) 『隊商』
- Scheich von Alessandria und seine Sklaven(1826) 『アレッサンドリア物語』（アレッサンドリアの長老とその奴隷たち）
- Das Wirtshaus im Spessart (1827) 『シュペッサルトの森の宿屋』（盗賊の森の一夜）
- Der Reußenstein

### 長編小説
- Lichtenstein (1826)；3分冊 『リヒテンシュタイン』藤原肇訳　冨士出版（1944年）
- In König Laurins Rosengarten

### 風刺小説
- Der Mann im Mond oder Der Zug des Herzens ist des Schicksals Stimme；1825年の初刊行時にはH・C・クラウレン名義が使われた
- Mittheilungen aus den Memoiren des Satan (1825/1826)；2分冊
- Controvers-Predigt über H. Clauren und den Mann im Mond, gehalten vor dem deutschen Publikum in der Herbstmesse 1827

### 短・中編小説
- Othello (1826)
- Die Sängerin (1826)
- Die Bettlerin vom Pont des Arts (1827)
- Jud Süß (1827)
- Die letzten Ritter von Marienburg
- Das Bild des Kaisers
- Phantasien im Bremer Ratskeller, ein Herbstgeschenk für Freunde des Weines (1827)
- Die Bücher und die Lesewelt
- Freie Stunden am Fenster
- Der ästhetische Klub
- Ein Paar Reisestunden

## オペラ
『アレッサンドリア物語』中の一編「若いイギリス人」を基にして、インゲボルク・バッハマンは1964年にハンス・ヴェルナー・ヘンツェのコミック・オペラ"Der Junge Lord"（若いイギリス貴族）向けにリブレット（台本）を書いている。

## 映画化作品
以下に挙げる数本の映画はハウフの作品を原作としている。
- 1940 - Jud Süß 監督：ファイト・ハーラン（Veit Harlan）
- 1950 - Das kalte Herz 監督：パウル・フェアヘーヴェン（Paul Verhoeven）
- 1953 - Die Geschichte vom kleinen Muck 監督：ヴォルフガング・シュタウテ（Wolfgang Staudte）
- 1957 - Das Wirtshaus im Spessart 監督：クルト・ホフマン（Kurt Hoffmann）

## 参考資料
- J. Franck: Hauff, Wilhelm. In: Allgemeine Deutsche Biographie (ADB). Band 11, Duncker & Humblot, Leipzig 1880, S. 48 f.
- A. B. I. Czygan: Wilhelm Hauff. The Writer and His Work Seen Through His Correspondences. Dissertation, Madison/Wisconsin 1976
- Enrica Yvonne Dilk: „… die Sorge um das Kunstblatt …“ Wilhelm Hauffs und Ludwig Schorns Briefe aus den Jahren 1826/27 über die Fernredaktion des Cottaschen Journals. Ein Beitrag zum 200. Geburtstag Wilhelm Hauffs. In: Stuttgarter Arbeiten zur Germanistik, Nr. 423. Stuttgart 2004 [2005], S. 277-293; ISBN 3-880-99-428-5
- Armin Gebhardt: Schwäbischer Dichterkreis. Uhland, Kerner, Schwab, Hauff, Mörike. Tectum, Marburg 2004, ISBN 3-8288-8687-6
- Friedrich Knilli, Ich war Jud Süß –- Die Geschichte des Filmstars Ferdinand Marian. Mit einem Vorwort von Alphons Silbermann. Henschel Verlag, Berlin 2000, ISBN 3-89487-340-X
- Ernst Osterkamp u. a. (Hrsg.): Wilhelm Hauff oder Die Virtuosität der Einbildungskraft. Wallstein, Göttingen 2005, ISBN 3-89244-860-4
- Friedrich Pfäfflin: Wilhelm Hauff. Der Verfasser des „Lichtenstein“. Chronik seines Lebens und Werkes. Edition Marbacher Magazin, Stuttgart 1981
- Heiko Postma: Goldene Körner in des Lesers Phantasie. Über Leben und Werk des Schriftstellers Wilhelm Hauff jmb-Verlag: Hannover 2008, ISBN 978-3-940970-04-6
- ハウフ『隊商 - キャラバン』講談社〈青い鳥文庫〉、1977年の「訳者あとがき」（高橋健二）
- ハウフ『メルヒェン集 盗賊の森の一夜』岩波書店〈岩波文庫〉、1998年の「解説」（池田香代子）